# Saint-Victor-Montvianeix
Saint-Victor-Montvianeix è un comune francese di 278 abitanti situato nel dipartimento del Puy-de-Dôme nella regione dell'Alvernia-Rodano-Alpi.

## Società

### Evoluzione demografica
Abitanti censiti